# محدلة بخارية
المِحْدَلة البُخاريّة أو المِرْدَاس واحدةٌ من مداحل الطرق - نوع من آلات البناء الثقيلة المستخدمة لتسوية الأسطح، مثل الطرق أو مهبط المطارات - التي تعمل بمحرك بخاري . يتم تحقيق عملية التسوية / التسطيح من خلال مجموعة من حجم ووزن السيارة والبكرات : العجلات الملساء والأسطوانة الكبيرة أو الأسطوانة المثبتة بدلاً من عجلات الطريق المخططة.

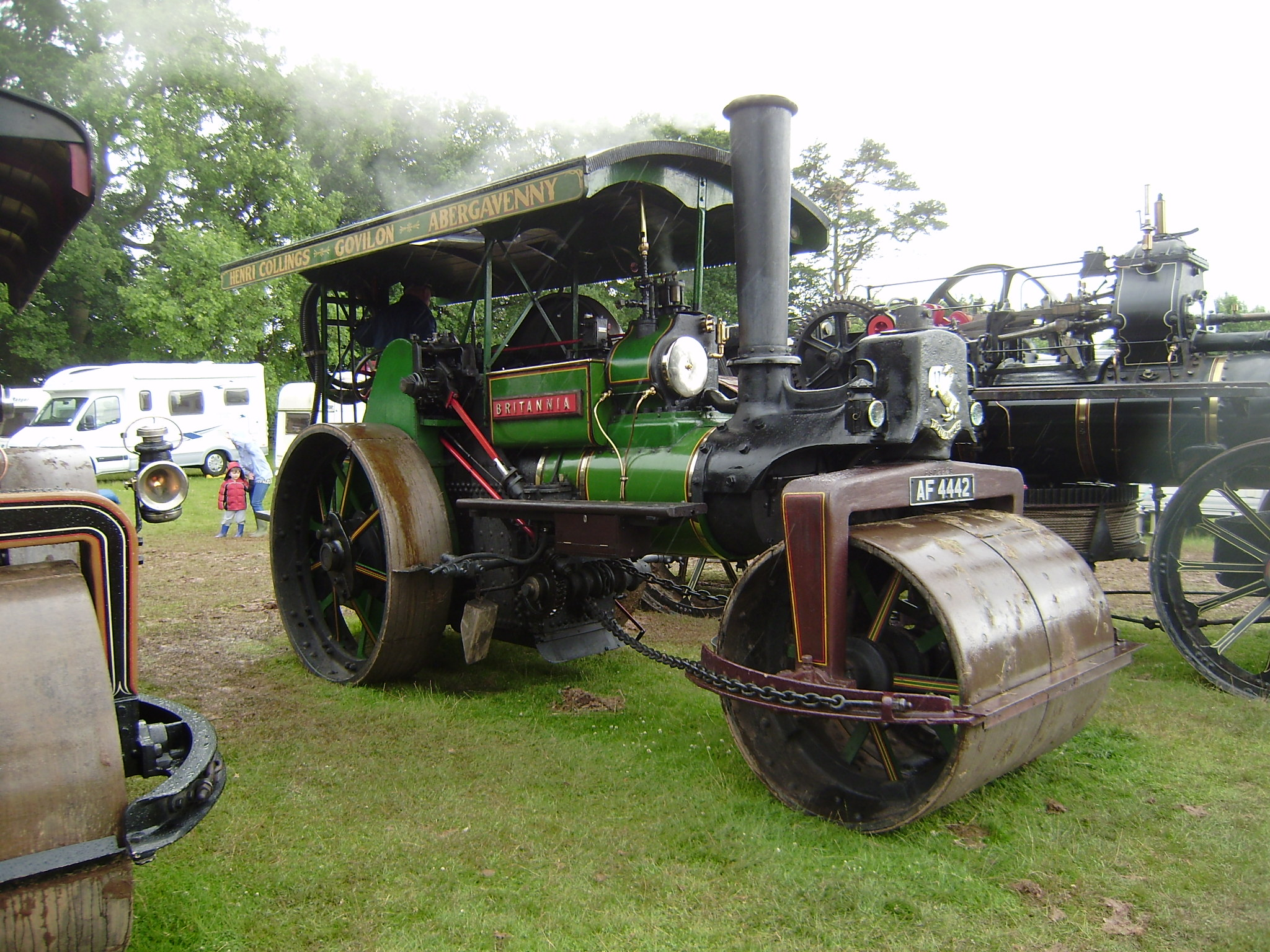
صنعت شركة Aveling & Porter مرداس ناجحة. في الصورة نموذج "بريتانيا".

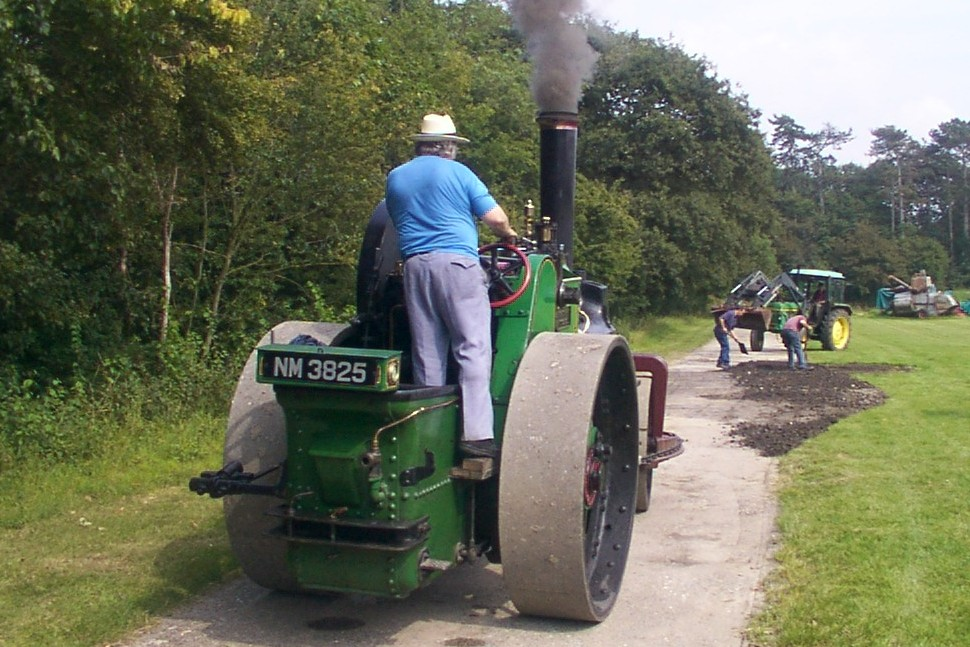
مرداس Aveling & Porter سابق لمجلس مقاطعة بيدفوردشير في عام 2004